# I Kang-in
I Kang-in (* 19. února 2001 Inčchon) je jihokorejský profesionální fotbalista, který hraje na pozici ofenzivního záložníka či křídelníka za francouzský klub Paris Saint-Germain FC a za jihokorejský národní tým.
I byl v roce 2019 vyhlášen Asijskou fotbalovou konfederací nejlepším mladým asijským fotbalistou roku, ve stejném roce získal na Mistrovství světa do 20 let 2019 ocenění Zlatý míč pro nejlepšího hráče turnaje. V téže sezóně také vyhrál s Valencií španělský pohár Copa del Rey.

## Reprezentační kariéra
I byl poprvé povolán do jihokorejské reprezentace v březnu 2019 na přátelské zápasy proti Bolívii a Kolumbii. Svůj debut si odbyl dne 5. září 2019 v přátelském utkání proti Gruzii.
V roce 2022 byl dominován na závěrečný turnaj Mistrovství světa do Kataru. Ve druhém zápase skupiny proti Ghaně asistoval na branku Čo Ku-songa.

## Statistiky

### Klubové
K 4. červnu 2023
| Klub     | Sezóna  | Liga    | Liga   | Liga | Pohár  | Pohár | Evropské poháry | Evropské poháry | Celkem | Celkem |
| Klub     | Sezóna  | Liga    | Zápasy | Góly | Zápasy | Góly  | Zápasy          | Góly            | Zápasy | Góly   |
| -------- | ------- | ------- | ------ | ---- | ------ | ----- | --------------- | --------------- | ------ | ------ |
| Valencia | 2018/19 | La Liga | 3      | 0    | 6      | 0     | 2               | 0               | 11     | 0      |
| Valencia | 2019/20 | La Liga | 17     | 2    | 2      | 0     | 5               | 0               | 24     | 2      |
| Valencia | 2020/21 | La Liga | 24     | 0    | 3      | 1     | —               | —               | 27     | 1      |
| Valencia | Celkem  | Celkem  | 44     | 2    | 11     | 1     | 7               | 0               | 62     | 3      |
| Mallorca | 2021/22 | La Liga | 30     | 1    | 4      | 0     | —               | —               | 34     | 1      |
| Mallorca | 2022/23 | La Liga | 36     | 6    | 3      | 0     | —               | —               | 39     | 6      |
| Mallorca | Celkem  | Celkem  | 66     | 7    | 7      | 0     | —               | —               | 73     | 7      |
| Celkem   | Celkem  | Celkem  | 136    | 13   | 18     | 1     | 7               | 0               | 161    | 14     |

### Reprezentační
K 28. březnu 2023
| Jižní Korea | Jižní Korea | Jižní Korea |
| Rok         | Zápasy      | Góly        |
| ----------- | ----------- | ----------- |
| 2019        | 3           | 0           |
| 2020        | 2           | 0           |
| 2021        | 1           | 0           |
| 2022        | 4           | 0           |
| 2023        | 2           | 0           |
| Celkem      | 12          | 0           |

## Ocenění

### Klubová

#### Valencia
- Copa del Rey: 2018/19[8]

### Individuální
- Nejlepší jedenáctka Tournoi de Toulon: 2018[9]
- Zlatý míč na mistrovství světa do 20 let: 2019[1]
- Nejlepší mladý asijský hráč roku podle AFC: 2019[10]